# Cord Automobile
Pour les articles homonymes, voir Cord.
Cord automobile est un constructeur automobile américain de prestige, fondé en 1929 par Errett Lobban Cord. Elle est la propriété de la Cord Corporation, regroupement des constructeurs automobiles et aéronautiques Auburn, Lycoming Engines, Limousine Body, Stinson Aircraft Company, et Duesenberg... jusqu'en 1941.

## Historique
La marque est créée en 1929 par Erret Lobban Cord qui a acheté Auburn en 1924, puis Duesenberg peu après. Elle commercialise avec succès les Cord L-29 de 1929 à 1931, puis les Cord 810/812 de 1935 à 1941, et des modèles similaires avec ses filiales.

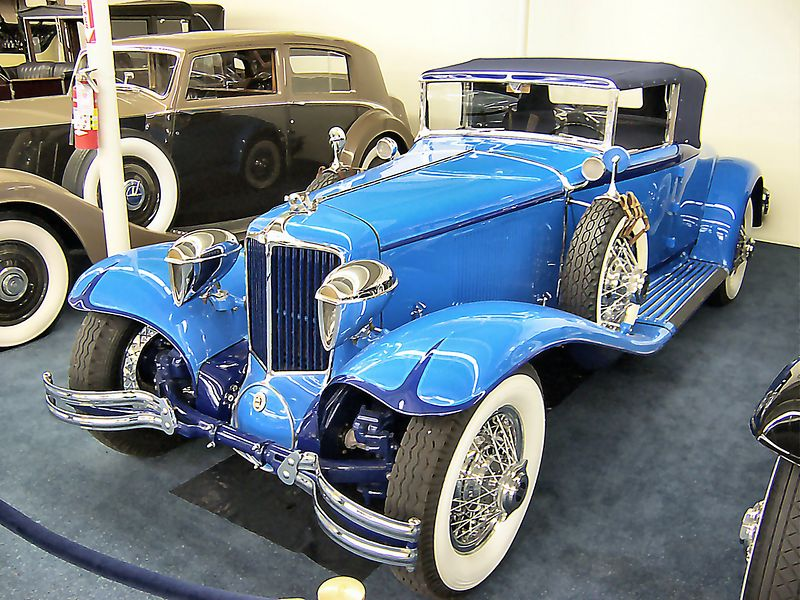
Cord L-29 (1929-1931)
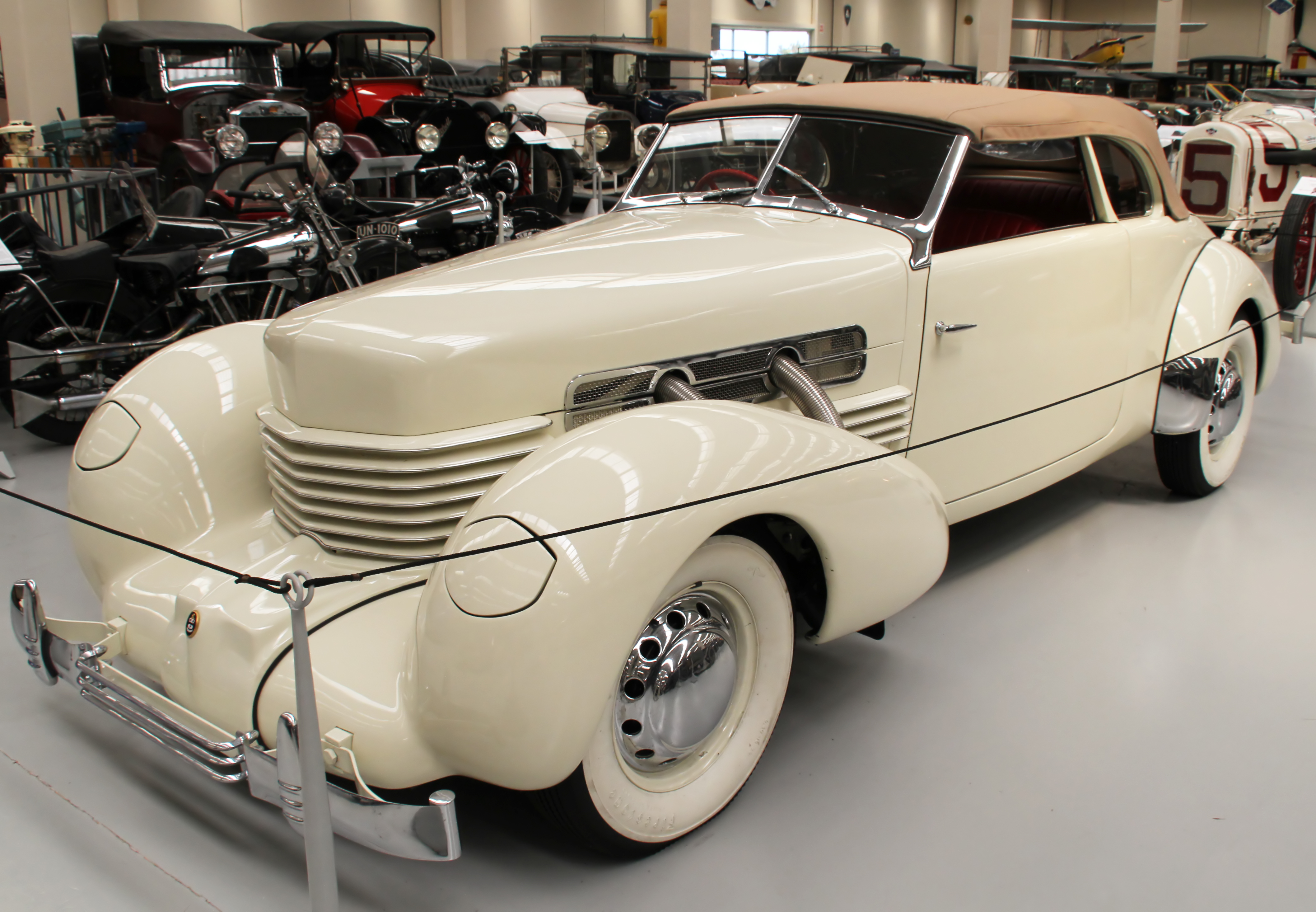
Cord 810/812 (1935-1941)

En 1937, Auburn cesse la production du Cord. Errett Lobban Cord revend ses actifs aéronautiques à Aviation Corporation (Avco) en 1939, et se reconvertit avec succès entre autres dans l’immobilier au Nevada.